# شکاف فرهنگی
شکاف فرهنگی (انگلیسی: Culture gap) هر گونه تفاوت سیستماتیک بین دو فرهنگ است که مانع درک یا روابط متقابل می‌شود. چنین تفاوت‌هایی شامل ارزش‌ها، رفتار، آموزش، و آداب و رسوم، قرارداد (هنجار) فرهنگ‌های مربوط است. با گسترش ارتباطات بین‌المللی، سفر و تجارت، برخی از ارتباطات و تقسیمات فرهنگی کاهش یافته‌است. کتاب‌هایی دربارهٔ نحوه برخورد و آگاهی از تفاوت‌های فرهنگی به دنبال آماده‌سازی افراد تجاری و مسافران است. مهاجران و کارگران مهاجر باید راه‌های یک فرهنگ جدید را بیاموزند. گردشگران همچنین می‌توانند با انواع پروتکل‌های مربوط به انعام دادن، زبان بدن، فضای شخصی، کد لباس و سایر مسائل فرهنگی مواجه شوند. مربیان زبان سعی می‌کنند تفاوت‌های فرهنگی را نیز آموزش دهند.